# Пам'ятник Катерині II (Нахічевань-на-Дону)
Пам'ятник Катерині II (рос. Памятник Екатерине II) — монумент, встановлений у 1894 році в місті Нахічевані-на-Дону (нині у складі Пролетарського району Ростова-на-Дону). Авторами пам'ятника були скульптори Матвій Опанасович і Матвій Матвійович Чижови (батько і син). Після приходу радянської влади скульптура Катерини II була знята з п'єдесталу, а на її місці встановили пам'ятник Карлу Марксу.

## Історія
Вперше поставити в місті пам'ятник Катерині II запропонував у 1873 році гласний нахічеванської міської думи Яків Хлитчиєв. Передбачалося, що пам'ятник буде встановлено в 1879 році — до сторіччя міста. Хоча цю пропозицію було підтримано, коштів на спорудження монумента не було. Знову до питання про встановлення пам'ятника повернувся посів у 1883 році посаду міського голови Мінас Ілліч Балабанов. У 1890 році він домігся проведення збору коштів на пам'ятник серед всього вірменського населення Росії. У Санкт-Петербурзі пройшов конкурс на найкращий проект пам'ятника. З 15 конкурсних робіт був обраний проект академіків скульптури Матвія Опанасовича і Матвія Матвійовича Чижовых (батька і сина). У 1892 році були остаточно узгоджені всі деталі і тексти на пам'ятнику. Бронзова статуя була відлита в Санкт-Петербурзі і доставлена в Нахічевань по залізниці. 18 вересня 1894 року на Соборній площі відбулася урочиста церемонія відкриття пам'ятника. Пізніше площа була перейменована в Катерининську. Спорудження пам'ятника обійшлося в 30 тисяч рублів.
В 1917 році пам'ятник зняли з п'єдесталу, але після того як місто захопили німецькі війська (1918 році) і білогвардійці, його повернули на місце. У 1920 році після приходу радянської влади скульптура була знову демонтована і відправлена на переплавку на завод «Червоний Аксай». На звільненому п'єдесталі пам'ятника в 1925 році була встановлена скульптура Карла Маркса. Цей пам'ятник був знищений гітлерівцями під час війни. Зараз на цьому місці знаходиться пам'ятник Карлу Марксу, встановлений в 1959 році.
В кінці 1990-х представники місцевої вірменської діаспори запропонували відновити пам'ятник Катерині II на колишньому місці, але ця ініціатива не була підтримана. Питання перенесення пам'ятника Карлу Марксу і відновлення на місці пам'ятника Катерині II знову став активно обговорюватися в 2005 році, коли в Ростові був переміщений пам'ятник Кірову. Згідно з проектом 2009 року, відновлення пам'ятника має обійтися в 11 мільйонів рублів. Всі витрати на установку пам'ятника вірменська громада готова взяти на себе. Проте деякі жителі міста висловлюються проти перенесення пам'ятника Карлу Марксу, і питання відновлення пам'ятника Катерині II поки не вирішене.

## Опис
Бронзова статуя Катерини II стояла на гранітному постаменті. Її обличчя було звернене на захід. У лівій руці імператриці перебувала грамота, а правою вона показувала на міські квартали. На лицьовій стороні п'єдесталу був напис: «Імператриці Катерині II вдячні вірмени». Напис на протилежній стороні п'єдесталу говорила про час спорудження пам'ятника. Статую Катерини II скульптор М. А. Чижов виготовив за ескізом М. Й. Микешина. П'єдестал був виготовлений розташовувалася в Ростові італійською фірмою С. А. Тонитто.

## Галерея

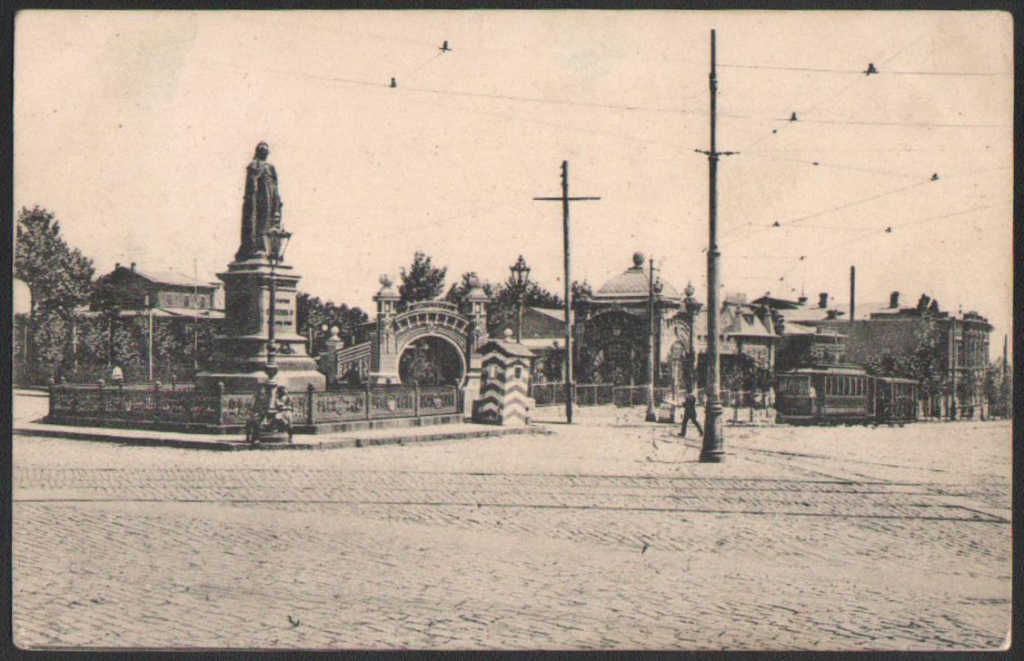
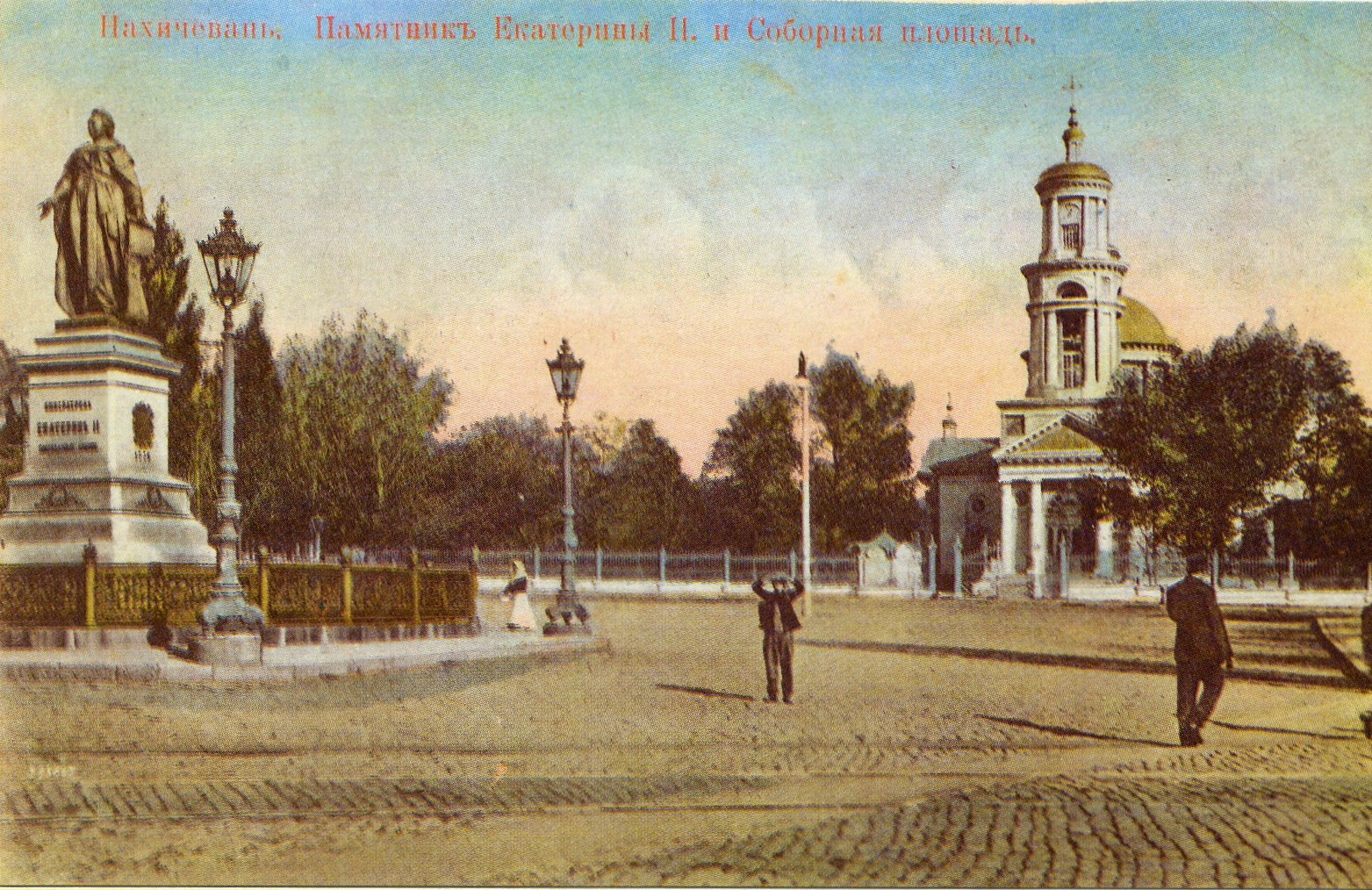
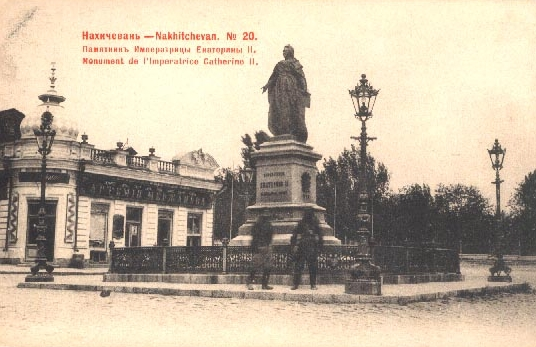